# Aribert Heim
Pour les articles homonymes, voir Heim.
Aribert Heim, né le 28 juin 1914 à Bad Radkersburg (Autriche-Hongrie) et mort le 10 août 1992 au Caire (Égypte), est un médecin autrichien SS, auteur de crimes de guerre, ayant commis des atrocités dans les camps de concentration de Buchenwald et de Mauthausen sur des détenus essentiellement juifs  durant la Seconde Guerre mondiale et recherché depuis sa disparition en 1962 par les polices allemande, autrichienne et espagnole, ainsi que par le Centre Simon-Wiesenthal de Jérusalem, pour expérimentation médicale nazie sur des prisonniers en tant qu'ancien médecin SS.

## Biographie
Né à Bad Radkersburg en Autriche d'un père policier et d'une mère femme au foyer, il fait des études de médecine à l'université de Vienne. Il entre au Parti national-socialiste autrichien en 1935 avant de rejoindre les SS de Heinrich Himmler, étant volontaire pour la Waffen-SS. Il obtient alors, entre 1940 et 1941, le grade de Hauptsturmführer.
Aribert Heim sert ensuite comme médecin à Buchenwald, Sachsenhausen, et au camp de concentration de Mauthausen.
À Mauthausen, où il reste sept semaines, Aribert Heim a été accusé d'avoir pratiqué des interventions et des expériences médicales en utilisant pour les mener les détenus du camp; juifs pour la plupart,,. Il est rapporté par des survivants qu'il réalise notamment des injections létales qu'il effectue directement dans le cœur des prisonniers,,. C'est cette pratique qui lui vaut de la part des déportés espagnols de Mauthausen le surnom d’El banderillero. Dans le camp, Heim était également connu sous le nom de Dr Tod (« Docteur La Mort »). 
Le 15 mars 1945, Heim est arrêté par les Alliés mais n'est jugé que sur son appartenance à la Waffen-SS. Il retrouve un poste de médecin à Baden-Baden dans le Sud de l'Allemagne, où il épouse sa femme Frieda et ouvre un cabinet de gynécologue. Heim disparaît en 1962, alors que la police allemande s'apprête à l'arrêter.

### Recherches et rumeurs
Aribert Heim a fait l'objet de recherches par les polices espagnole et allemande.
Vers la fin des années 1970, le « chasseur de nazis » Simon Wiesenthal, lui-même survivant de Mauthausen, puis le Centre Simon-Wiesenthal, spécialisé dans la recherche des anciens responsables et tortionnaires nazis, ont cherché à retrouver les traces de l'ancien médecin. En 2002, à l'initiative notamment d'Efraim Zuroff (le successeur de Simon Wiesenthal au Centre) est lancée l'Opération Dernière Chance en Allemagne et dans huit pays d'Europe : Heim figure sur la liste des personnes recherchées en deuxième position après Alois Brunner,.
Aribert Heim a été recherché dans plusieurs pays, Espagne, Amérique latine ou Afrique. Fin 2005 la presse rapportait que Heim était supposé avoir trouvé refuge sur le territoire espagnol, à Palafrugell selon la police. Selon The Guardian, les recherches n'ont rien donné.  
En 2007, l'ancien militaire Danny Baz publie un livre dans lequel il affirme que Heim a été capturé, jugé puis exécuté sur l'île de Catalina en 1982 par un groupe nommé La Chouette, constitué pour suppléer aux services secrets israéliens dans la traque des criminels nazis, abandonnée par l'État hébreu après l'enlèvement d'Adolf Eichmann,. Dans un communiqué, le Centre Simon-Wiesenthal affirme quant à lui que cette information est inexacte.
Début février 2009, la télévision publique allemande ZDF et le New York Times affirment que Heim se serait installé au Caire dans les années 1970, se serait converti à l'islam, aurait pris le nom de Tarek Hussein Farid et y serait mort d'un cancer de l'intestin en 1992 à l'âge de 78 ans. L'information est confirmée par la justice en septembre 2012,.
Une enquête de Mathieu Sarfati et Jean-Pascal Bublex, diffusée sur la chaîne Canal+ en 2009, soulève certains doutes sur cette mort, dont le propre avocat de Heim en Allemagne, Fritz Steinacker, semblait également douter. Par la suite cependant, Fritz Steinacker réunit un certain nombre de preuves matérielles collectées par l'intermédiaire d'avocats égyptiens, dont un permis de conduire égyptien au nom de Tarek Hussein Farid et des documents écrits de la main de Heim, notamment un certificat de sa conversion à l'islam, dossier que l'avocat allemand transmet ensuite en 2012 au tribunal régional de Baden-Baden, en déclarant que cela « devrait maintenant, en fait, [être] suffisant pour clore l'affaire. ». C'est sur la base de ce dossier, ainsi qu'en se fondant sur les déclarations de Rüdiger Heim, fils d'Aribert Heim, que la justice allemande conclut à la mort effective de Heim en 1992 au Caire.

## Filmographie
- 2021 : Jaguar :  joué par Jochen Horst